# Mikołaj Krzysztof Sapieha
Mikołaj Krzysztof Sapieha (ur. 1613, zm. 2 czerwca 1639 w Wilnie) – pisarz polny litewski,  marszałek Trybunału Głównego Wielkiego Księstwa Litewskiego w 1638 roku.
Był synem Krzysztofa Stefana i Anny z Hołowczyńskich.
Po śmierci ojca wykradziony matce przez stryja Aleksandra Dadźboga, po interwencji Lwa Sapiehy oddany na wychowanie temu ostatniemu. W 1634 uczył się w Kolegium Nowodworskiego w Krakowie.
W 1637 otrzymał urząd pisarza polnego litewskiego. 
Zmarł 2 czerwca 1639 w Wilnie, otruty najprawdopodobniej przez żonę, Zuzannę z Gosiewskich.